# Bunaea debeeri
Bunaea debeeri är en fjärilsart som beskrevs av Charles Oberthür 1910. Bunaea debeeri ingår i släktet Bunaea och familjen påfågelsspinnare. Inga underarter finns listade i Catalogue of Life.